# Paweł Bernas
Paweł Bernas (Gliwice, 24 mei 1990) is een Pools voormalig wegwielrenner die anno 2024 rijdt bij Mazowsze Serce Polski.

## Overwinningen
2011
Eindklassement Carpathia Couriers Path
2013
4e etappe Ronde van Mazovië (ploegentijdrit)
 Pools kampioen koppeltijdrit, Elite (met Kamil Gradek)
2014
Visegrad 4 Bicycle Race-GP Slovakia
Visegrad 4 Bicycle Race-GP Hungary
1e etappe Ronde van China I
2015
1e etappe GP Liberty Seguros
Puntenklassement GP Liberty Seguros
4e etappe Ronde van Alentejo
Eindklassement Ronde van Alentejo
3e etappe Szlakiem Grodów Piastowskich
Eindklassement Szlakiem Grodów Piastowskich
Visegrad 4 Bicycle Race-GP Czech Republic
2020
Grote Prijs van Alanya
Sprintklassement Sibiu Cycling Tour
4e etappe Giro della Regione Friuli Venezia Giulia

## Resultaten in voornaamste wedstrijden
| Jaar | Ronde van Italië | Ronde van Frankrijk | Ronde van Spanje |
| ---- | ---------------- | ------------------- | ---------------- |
| 2019 |                  |                     | 149e             |

| Jaar | Gent-Wevelgem |
| ---- | ------------- |
| 2019 | opgave        |

## Ploegen
- 2013 –  BDC-Marcpol Team
- 2014 –  BDC-Marcpol Team
- 2015 –  ActiveJet Team
- 2016 –  Verva ActiveJet Pro Cycling Team
- 2017 –  Domin Sport (vanaf 20 maart)
- 2018 –  CCC Sprandi Polkowice
- 2019 –  CCC Team
- 2020 –  Mazowsze Serce Polski
- 2021 –  HRE Mazowsze Serce Polski
- 2024 –  Mazowsze Serce Polski
- 2025 –  Mazowsze Serce Polski

Bernas · Bodnar · Brylowski · Dąbkowski · Ezquerra · Franczak · González · Gradek · Mickiewicz · Muntaner · Owsian · Podlaski
Aniołkowski · A.Banaszek · N.Banaszek · Bernas · Bodnar · Charucki · Cieślik · Franczak · Gradek · Hník · Koch · Podlaski · Polnický · Simón · Stachowiak · Staniszewski
Antunes · Banaszek · Bernas · Brożyna · Cieślik · Franczak · Gradek · Koch · Kump · Kurek · Małecki · Owsian · Paluta · Pluciński · Sajnok · Schlegel · Sisr · Stosz · Taciak · Tratnik
Antunes · Barta · Bernas · Bevin · Černý · ten Dam · De Marchi · Geschke · Gradek · Koch · Mareczko · Owsian · de la Parte · Pauwels · Rosskopf · Sajnok · Schär · Van Avermaet  · Van Hoecke · Van Hooydonck · Van Keirsbulck · Ventoso · Wiśniowski · Zoidl